# 파도야 파도야
《파도야 파도야》는 2018년 2월 12일부터 2018년 8월 31일까지 방영된 KBS 2TV TV소설이다.
KBS 2TV TV소설은 본 작품을 마지막으로 최종 폐지되었다.

## 기획 의도
전쟁으로 이산가족이 되고 전 재산마저 잃어버린 여자와 그 가족들이 파도처럼 밀려오는 온갖 삶의 고난에 굴하지 않고 꿋꿋하게 살아가며 꿈을 이루고 가족애를 회복해가는 휴먼 성장 패밀리 드라마

## 등장인물

### 주요 인물
- 조아영 : 오복실(오세라) 역 (아역 조예린) - 옥분의 딸,  경호의 연인 ,순영 & 춘자의 시누이 ,민수의 고모 ,럭키 기획 연습생 → 가수
- 박정욱 : 한경호 역 (아역 박하준) - 춘삼과 말순의 아들,  복실의  연인, 대국건설 계장
- 김견우 : 차상필 역 - 천금금의 친척, 럭키 기획사 사장
- 장재호 : 오정훈 역 (아역 권미르) - 옥분의 장남, 사법고시생. 순영의 첫사랑 → 대국건설 기획실장, 미진의 전남편 → 판검사. 순영의 남편이자 민수의 아버지, 애심의 조카사위
- 강서하 : 엄순영 역 - 애심의 조카, 정훈의 첫사랑 → 미혼모 → 정훈의 아내이자 민수의 어머니, 복실의 큰새언니
- 노행하 : 황미진 역 - 창식과 금금의 외동딸, 4수생 → 정훈의 전처, 지니 부띠끄 사장
- 정헌 : 오정태 역 (아역 이현빈) - 옥분의 차남, 금마차 캬바레 관리부장 → 춘자의 남편, 민수의 삼촌 ,금마차 캬바레 사장
- 정윤혜 : 김춘자 역 (아역 이유주) - 상만의 외동딸, 복실의 친구이자 매니저 → 정태의 아내, 복실의 작은 새언니

### 복실이네
- 이경진 : 이옥분 역 -4남매의 어머니, 순영 춘자의 시어머니,민수의 할머니
- 반효정 : 홍기전 역 - 4남매의 할머니
- 이시후 : 오정우 역 (아역 정현준) - 옥분의 삼남, 민수의 삼촌 , 작곡가
- 강인덕 : 오희문 역 - 4남매의 아버지

### 대국건설
- 선우재덕 : 황창식 역 - 미진의 아버지, 소매치기범 → 대국건설 사장 → 범죄자 (감옥행)
- 성현아 : 천금금 역 - 미진의 어머니, 창식의 아내

### 경호네
- 권오현 : 한춘삼 역 - 경호의 아버지, 옥분의 이웃, 금마차 캬바레 연주자
- 이경실 : 양말순 역 - 경호의 어머니, 금마차 캬바레 직원

### 춘자네
- 정승호 : 김상만 역 - 춘자의 아버지, 옥분의 이웃 → 정태의 장인어른, 옥분과 사돈

### 금마차 캬바레
- 이주현 : 조동철 역 - 소매치기범 → 금마차 캬바레 사장, 창식의 하수인 → 범죄자 (감옥행)
- 박선영 : 구애심 역 - 순영의 이모, 금마차 캬바레의 얼굴마담 → 민수의 이모 할머니
- 송영재 : 쟈니킴 역 - 금마차 캬바레 연주자

### 그 외 인물
- 김민선 : 오해린 역 - 럭키 기획 연습생, 오의원의 딸
- 서재원 : 허진규 역 - 럭키기획 직원
- 남태우 : 박용칠 역 - 금마차 캬바레 직원, 조동철의 하수인 → 금마차 캬바레 관리부장
- 김효원 : 최 부장 역 - 대국건설 직원
- 한이주 : 정아 역 - 대국건설 직원
- 김이린 : 명진 역 - 대국건설 직원
- 이수호, 용시헌, 유민서 : 아기 민수 역 - 오정훈과 엄순영의 아들
- 차다영 : 미스 정 역 - 지니 부띠끄 직원
- 한소은 : 박윤주 역 - 음대생, 박경섭 교수의 딸
- 김상수 : 테디장 역 - 럭키 기획 작곡가
- 이진목 : 피난길 트럭 운전수 역
- 강재은 : 김군 역
- 이윤상 : 시장 행인 역
- 구중림 : 경찰 역
- 김광태 : 경찰 역
- 성현미 : 용칠의 어머니 역
- 이연서 : 동네 아이 역
- 최민금 : 시장 상인 역
- 백예경 : 시장 상인 역
- 고나겸 : 동네 노래잔치 가수 역
- 강철성 : 의사 역
- 최윤준 : 공장 반장 역
- 위양호 : 캬바레 가수 역
- 권선국 : 캬바레 가수 역
- 김선녀 : 점집 점쟁이 역
- 고진명 : 철거민 역
- 이정우 : 김명조(백조가요양성소 사장 사칭한 사기꾼) 역
- 함진성 : 클럽 시비남 역
- 송승용 : 사법연수원 직원 역
- 홍석연 : 공사장 현장관리인 역
- 홍한표 : 창식의 운전기사 역
- 한춘일 : 철거민 역
- 최영 : 경찰 역
- 오찬혁 : 경찰 역
- 박성균 : 잡지 사진기사 역
- 박규점 : 해명건설 사장 역
- 하민 : 지니 부띠끄 단골 사모님 역
- 최남욱 : 공원 사진기사 역
- 손선근 : 소아병원 의사 역
- 이승기 : 라디오 PD 역
- 김지원 : 장태식 역 - 춘자 맞선남(은행원)
- 김태영 : 오의원 역 - 해린의 아버지
- 기연호 : 섬마을 의원 의사 역
- 김선은 : 혈액원 의사 역
- 강문경 : 국회의원 역
- 박유승 : 도끼파 두목 역
- 김명중 : 부인과 의사 역
- 김진국 : 윤사장 역 - 순영 맞선남
- 유금 : 옥분네가게 손님 역
- 박소정 : 요정 마담 역
- 나순상 : 문화재관리부장 역
- 하수호
- 정세연
- 조희
- 이예린
- 신원우
- 김재흥
- 윤영목
- 윤복성
- 유상재
- 신현아 : 응급실 간호사 역

### 특별출연
- 유승봉 : 상만의 장인, 춘자의 외할아버지 역
- 박승호 : 박경섭 역 - 박윤주의 아버지, 정훈의 한국대학교 (법대 교수) 은사
- 남정희 : 섬마을 주인 할머니 역
- 선우혜경 : 캬바레 가수 역

## OST

#### Part.1
| #            | 제목                          | 작사         | 작곡         | 재생 시간 |
| ------------ | ----------------------------- | ------------ | ------------ | --------- |
| 1.           | 〈그대에게 가는 길〉 (차수경) | 이지윤       | 블루오션     | 3:04      |
| 2.           | 〈그대에게 가는 길 (Inst.)〉  |              | 블루오션     | 3:04      |
| 총 재생 시간 | 총 재생 시간                  | 총 재생 시간 | 총 재생 시간 | 6:08      |

#### Part.2
| #            | 제목             | 작사                   | 작곡           | 재생 시간 |
| ------------ | ---------------- | ---------------------- | -------------- | --------- |
| 1.           | 〈인연〉 (동우)  | 회장님, 최철호, 미스김 | 회장님, 미스김 | 3:10      |
| 2.           | 〈인연 (Inst.)〉 |                        | 회장님, 미스김 | 3:10      |
| 총 재생 시간 | 총 재생 시간     | 총 재생 시간           | 총 재생 시간   | 6:20      |

#### Part.3
| #            | 제목                  | 작사         | 작곡           | 재생 시간 |
| ------------ | --------------------- | ------------ | -------------- | --------- |
| 1.           | 〈바람개비〉 (조아영) | 김종천       | 최철호, 김종천 | 2:57      |
| 2.           | 〈바람개비 (Inst.)〉  |              | 최철호, 김종천 | 2:57      |
| 총 재생 시간 | 총 재생 시간          | 총 재생 시간 | 총 재생 시간   | 5:54      |

#### Part.4
| #            | 제목                  | 작사         | 작곡           | 재생 시간 |
| ------------ | --------------------- | ------------ | -------------- | --------- |
| 1.           | 〈바람개비〉 (리아킴) | 김종천       | 최철호, 김종천 | 2:57      |
| 2.           | 〈바람개비 (Inst.)〉  |              | 최철호, 김종천 | 2:57      |
| 총 재생 시간 | 총 재생 시간          | 총 재생 시간 | 총 재생 시간   | 5:54      |

#### Part.5
| #            | 제목                            | 작사           | 작곡           | 재생 시간 |
| ------------ | ------------------------------- | -------------- | -------------- | --------- |
| 1.           | 〈멋쟁이 아가씨 쿵짝〉 (조아영) | 회장님, 최철호 | 회장님, 최철호 | 3:23      |
| 2.           | 〈멋쟁이 아가씨 쿵짝 (Inst.)〉  | 회장님, 최철호 | 회장님, 최철호 | 3:23      |
| 총 재생 시간 | 총 재생 시간                    | 총 재생 시간   | 총 재생 시간   | 6:46      |

#### Part.6
| #            | 제목                            | 작사           | 작곡           | 재생 시간 |
| ------------ | ------------------------------- | -------------- | -------------- | --------- |
| 1.           | 〈멋쟁이 아가씨 쿵짝〉 (정해진) | 회장님, 최철호 | 회장님, 최철호 | 3:23      |
| 2.           | 〈멋쟁이 아가씨 쿵짝 (Inst.)〉  | 회장님, 최철호 | 회장님, 최철호 | 3:23      |
| 총 재생 시간 | 총 재생 시간                    | 총 재생 시간   | 총 재생 시간   | 6:46      |

## 결방 사유 및 연장
- 2018년 2월 15일 : 2018년 동계 올림픽 스켈레톤 남자 1, 2차 / 여자 컬링 예선 대한민국 VS 캐나다 중계방송으로 인한 결방[1]
- 2018년 2월 16일 : 2018년 동계 올림픽 스켈레톤 남자 3,4차 / 남자 컬링 예선 대한민국 VS 노르웨이 중계방송으로 인한 결방[1]
- 2018년 7월 31일 : 파도야 파도야 방영 분량이 120부작에서 23회 연장되어 143부작으로 변경 및 확정되었다.[2]

## 경쟁 프로그램
- MBC 아침 드라마 《역류》 (2017년 11월 13일 ~ 2018년 4월 26일)
- SBS 아침 드라마 《해피시스터즈》 (2017년 12월 4일 ~ 2018년 5월 25일)
- SBS 아침 드라마 《나도 엄마야》 (2018년 5월 28일 ~ 2018년 11월 23일)

## 참고 사항
- 박선영(구애심 역)과 성현아 (천금금 역), 이경실 (양말순 역)이 해당 작품으로 드라마 복귀[3][4][5]를 했다.
- 박선영은 해당 작품에 앞서 2007년 방영될 예정이었던 20부작 골프드라마 <홀인원>의 여주인공으로 낙점됐으나[6] 방송사 미편성으로 무산됐고 이 과정에서 박선영의 고향 언니 역으로 출연할 뻔한 개그우먼 김미화의 정극 도전도 좌절됐다.

## 같이 보기
- 대한민국의 텔레비전 드라마 목록 (ㅍ)
- 2018년 대한민국의 텔레비전 드라마 목록